# ハンクス
ハンクス（杭忽思、昂和思、生没年不詳）は、アス国主。モンゴル帝国に服属した。

## 経歴
アス族の出身で国主をつとめた。モンゴルのオゴデイ軍がアスの領域に入ると、ハンクスは部衆を率いて降伏し、バガトルの称号を受けた。憲宗モンケのときに虎符を受けて万戸に任じられた。アス軍1000人を率いて、長子のアダチ（阿塔赤）とともに親征に従った。帰国する途中に反乱軍の襲撃を受け、戦没した。妻の外麻思がアス軍を率いて国主を代行した。外麻思が甲冑を着て反乱を鎮圧すると、次子の按法普が後を嗣いだ。

## 伝記資料
- 『元史』巻132 列伝第19
- 『元史』巻135 列伝第22